# الجيش السيبراني الإيراني
الجيشُ السيبراني الإيراني هو مجموعةٌ من قراصنة الحاسوب الإيرانيين الذين يدينون بالولاء للمرشد الأعلى للثورة، ويُعتقد أنهم مرتبطون بالحكومة الإيرانية؛ على الرغمِ من أنَّ هذه الأخيرة لا تعترفُ بهذا الجيشِ ككيانٍ رسمي. لقد بدأَ الحرسُ الثوري في خططٍ لتشكيل جيش سايبراني إيراني في عام 2005؛ ويُعتقد أن المدعو محمد حسين طاجيك كان يقودُ هذه المنظومة قبل اغتياله.
أعلنت الجماعة مسؤوليتها عن العديد من الهجمات التي نُفذت عبر الإنترنت منذ عام 2009 وأبرزها الهجمات على موقعي بايدو و‌تويتر. أدى الهجومُ على موقع بايدو إلى ما سُمّي بحربِ «القرصنة الصينية الإيرانية». بحلول عام 2012؛ قامت مجموعة إيرانية تُسمّي نفسها بَارَاسْتُو (بالفارسية: پرستو) باختراقِ خوادم الوكالة الدولية للطاقة الذرية وقِبل حينها إنَّ الجيش السيبراني الإيراني وراء الهجوم. في العام الموالي؛ صرَّح جنرالٌ في الحرس الثوري بأن إيران لديها «رابعُ أقوى جيشٍ إلكتروني بين باقي الجيوش الإلكترونية على مستوى العالم» وهو «الادعاء» الذي يؤيّدهُ معهد دراسات الأمن القومي الإسرائيلي.